# La Toba (Jaén)

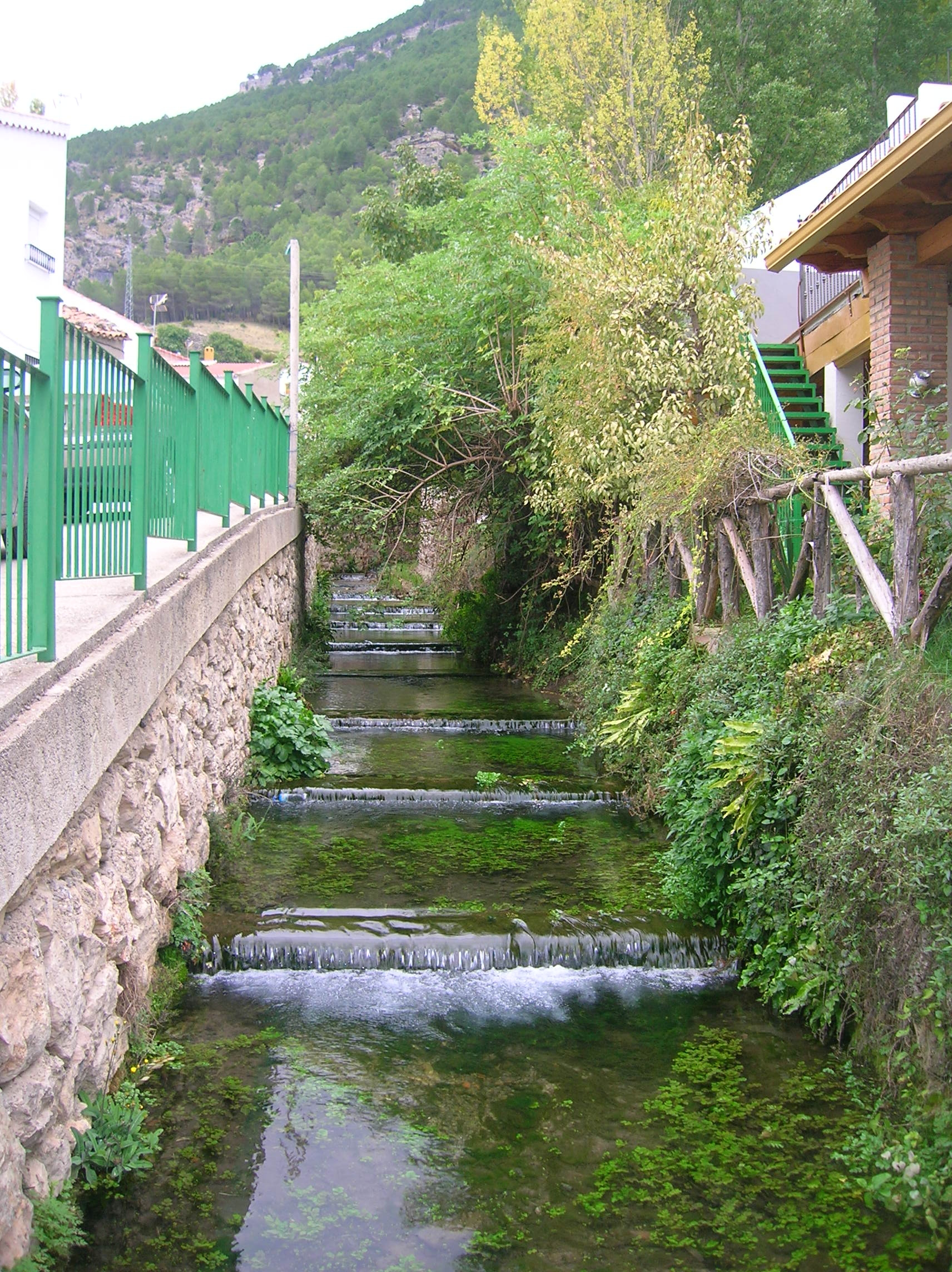
Arroyo de La Toba desde la Cueva del Agua a su paso por el casco urbano.

La Toba es una pedanía perteneciente al municipio de Santiago-Pontones, Jaén (España) (anteriormente Santiago de La Espada). Una de las muchas pedanías del antiguo municipio independiente hasta que en 1975 se fusionó con la localidad de Pontones. Dicho municipio está situado al sureste de la Comarca de Sierra de Segura, limitando con las provincias de Albacete al norte y Granada al sur. 
El nombre de la pedanía hace referencia a la piedra caliza porosa (travertino) que se forma por precipitación química de las aguas sobresaturadas de bicarbonato cálcico como lixiviado de las rocas, al fluir y rezumar por las numerosas simas y cuevas existentes, al disminuir la presión/temperatura en las condiciones externas, que fosiliza la vegetación, dando por lo general maravillosas formaciones calcáreas oquerosas y ligeras semejantes a falsas "piedras pómez" o "helechos de piedra".
El núcleo urbano de la pedanía se distribuye en 3 barrios: Aldea de La Toba, propiamente dicha; La Molata, barrio situado prácticamente a la misma altitud, situado al Oeste, del cual destaca su majestuoso acantilado bajo las "casas flotantes". Y el barrio de Las Cuevas, como primer núcleo a cota inferior que se atraviesa al cruzar el puente de acceso desde el Río Segura hacia la pedanía.  En conjunto presenta unos 40 habitantes (población media), aunque en verano puede llegar a cuadruplicar la población. Está situado a 1.090 m s. n. m. de altura, sobre una "cornisa" ("escalón que sube al cielo") en la ladera sureste del valle del río Segura, antes de su encuentro con el Embalse de Anchuricas. Su gentilicio es tobeña /o.

## Lugares de interés turístico-medio ambiental
En los alrededores de esta pedanía, se encuentran lugares especiales únicos de interés turístico y medio ambiental.

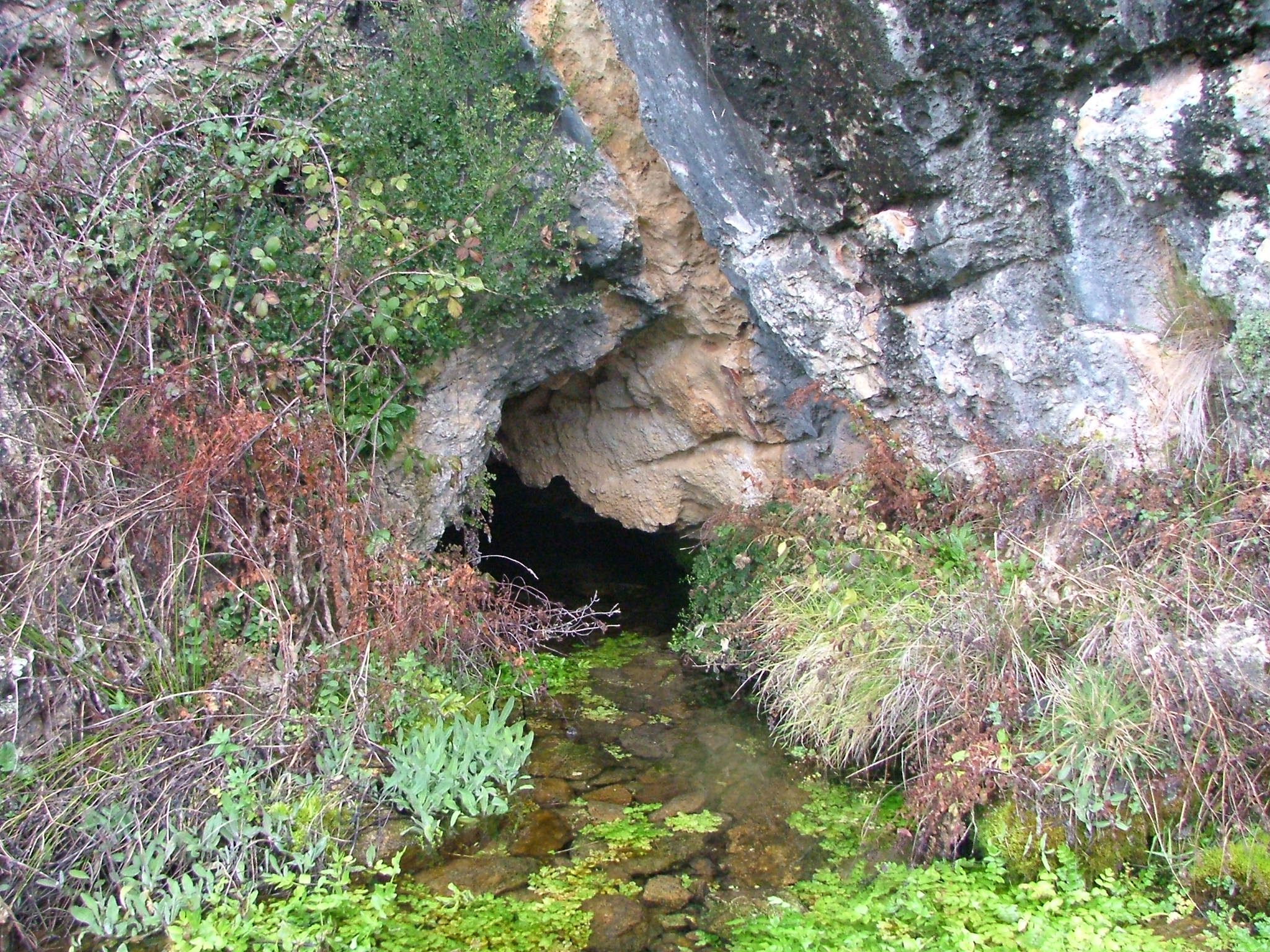
Sima de entrada a la Cueva del Agua, bajo un peñón de dolomías

### Cueva del agua
Sobre un escarpado farallón de dolomías se abre una profunda sima a ras del suelo, desde la que escapa un importante y estruendoso torrente de agua mundo y cristalino, que atravesando el núcleo de la pedanía, se precipita sobre la ladera a más de 100 metros. Formando una fantástica cascada principal de agua que en otra época fue mayor (cascada primaria), debido a que actualmente su caudal es aprovechado por el vecindario (y en alguna fecha no lejana fue interceptada por una turbina hidroeléctrica).
Dentro del interior de la gruta existe una segunda pared interna, por la que se precipita el grueso chorro de agua a 4 a 5 metros de altura, formando el charco que da al exterior, pero derivándose una segunda manga de agua por el lateral derecho de la pared interior sin salir por la apertura. Esta segunda manga aflora después en dirección hacia el barrio de La Molata, por donde se precipita en la forma de segundas cascadas hacia el valle del Segura (cascadas secundarias, al menos otras dos).

### Calar de Cobos (compendio de Geología local)

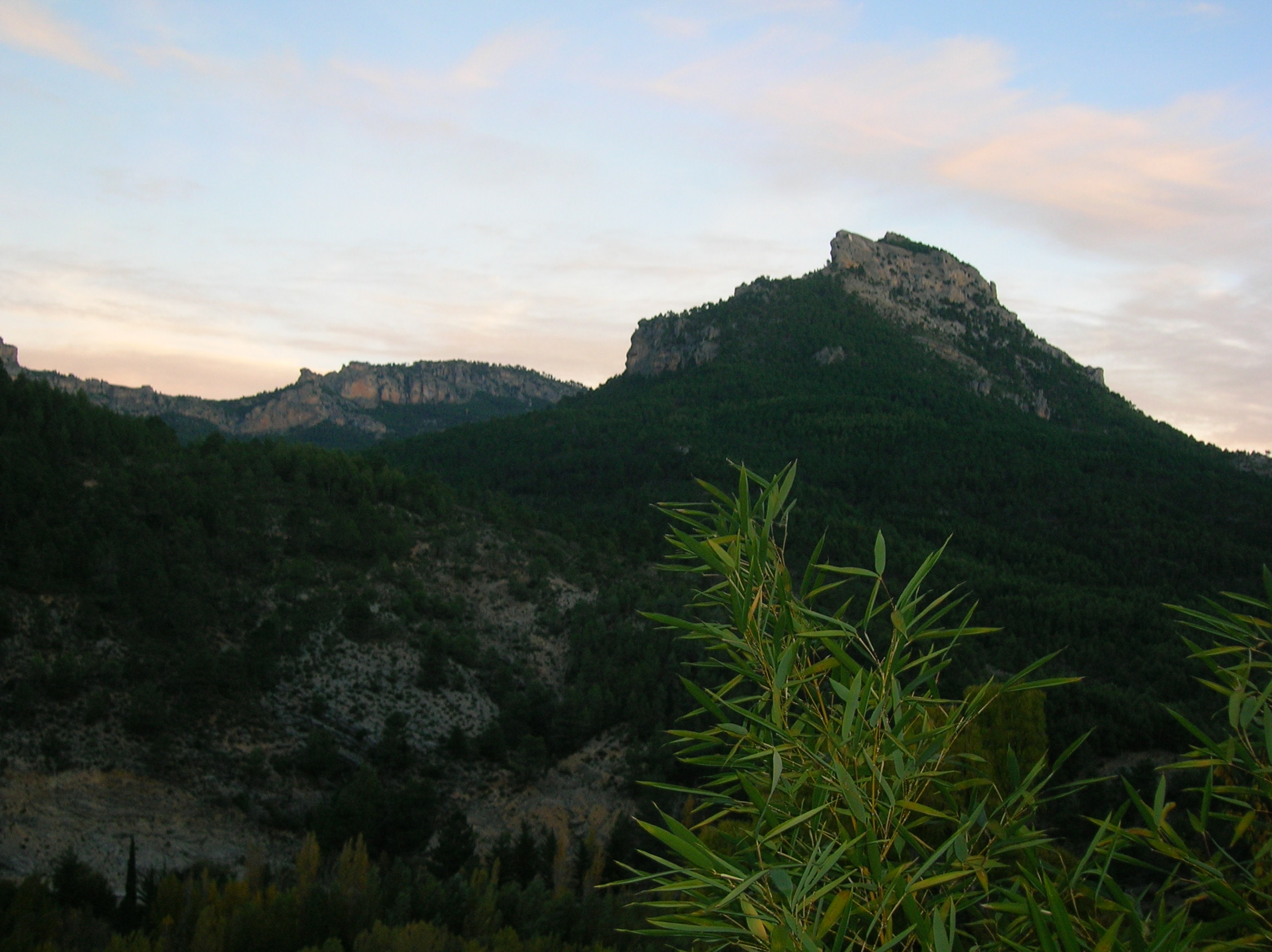
Calar del Cobos (1.779 m). Vista cara suroeste (al fondo el Calarico)

Cerro legendario y pintoresco frente a la pedanía de La Toba, en sentido Noreste, al otro lado del cauce del Segura. Representa la forma geotectónica de un elongado sinclinal de eje verticalizado, en dirección aproximada, SO-NE. Comprende materiales desde el Cretácico Inferior hasta el Mioceno, a modo de un compartimento acuífero, cuya base impermeable la forma las arcillas y arenas del Cretácico Inferior (edad Albiense); aunque existen fuentes menos impresionantes que rezuman también por debajo de estas arcillas hacia el río Segura.
Este sinclinal comprende, principalmente 2 grandes paquetes de dolomías cretácicas, como conjuntos de bancos decamétricos, que configuran los grandes "tajos": un paquete basal nº 1 (de edad Cenomaniense), al nivel de la cuerda del Mosco, el Colarico o el Portillo de la Losa; además de comprender la cara del "mono" del Cobos. En la base de las dolomías cenomanienses es donde se originan las grutas y manantiales en cascada más impresionantes sobre las laderas, al servir de impermeable de base las arcillas-arenosas del Albiense. Por otra parte, el otro paquete de dolomías masivas nº 2 (de edad Turoniense), se sitúan más arriba, sobre las nº 1 (de antiguas fuentes de agua o esporádicas); aunque, entre estos 2 bloques se dispone materiales más blandos formados principalmente por margas dolomíticas alernando con losas de dolomías (la base blanda de las "encías" de las denominadas “muelas”, o "dientes de la vieja").

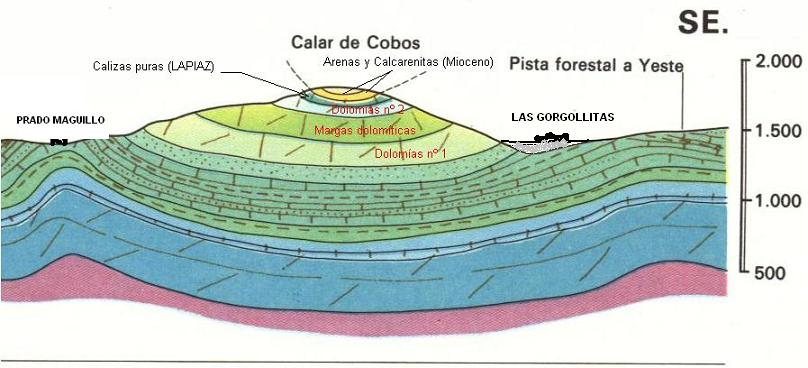
Perfil geológico del Calar del Cobos (Dominio Prebético de la Sierra de Segura)

Salvo por la zona Noroeste de la loma del Cobos (el amplio y cómodo acceso por el camino que asciende desde Prado Maguillo), los accesos hacia el páramo son muy escasos o reducidos, correspondiéndose con las "encías" del nivel nº 2; o de los portillos o pasos del nivel nº 1 (La Viga, La Raja, La Losa, etc..)

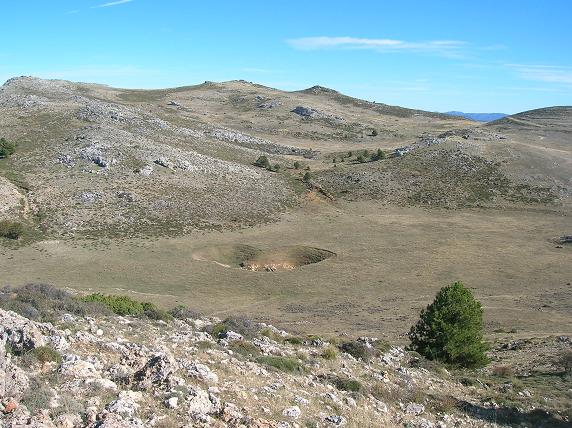
Formación kárstica característica de dolina en la cima del Calar del Cobos

Por otra parte, respecto a la geomorfología y topografía que presenta el Calar del Cobos, se configura con curvas de nivel de aspecto concéntrico, que se corresponden, precisamente, con la ubicación de estos 2 grandes grupos de paquetes de dolomías (nº 1 y nº 2); además de un tercero, para el nivel de calizas puras, solidario con un último nivel de arenas y calizas del Mioceno. En este tercer nivel solidario es donde se centran las principales formas kársticas (lapiaz, dolinas, uvalas, etc..); y la zona de máxima recarga del acuífero-Cobos, que en la cima genera algunos de los pequeños veneros que abastecen a los numerosos tornajos de superficie, para el abastecimiento del ganado caprino.

### Cascadas del Agua

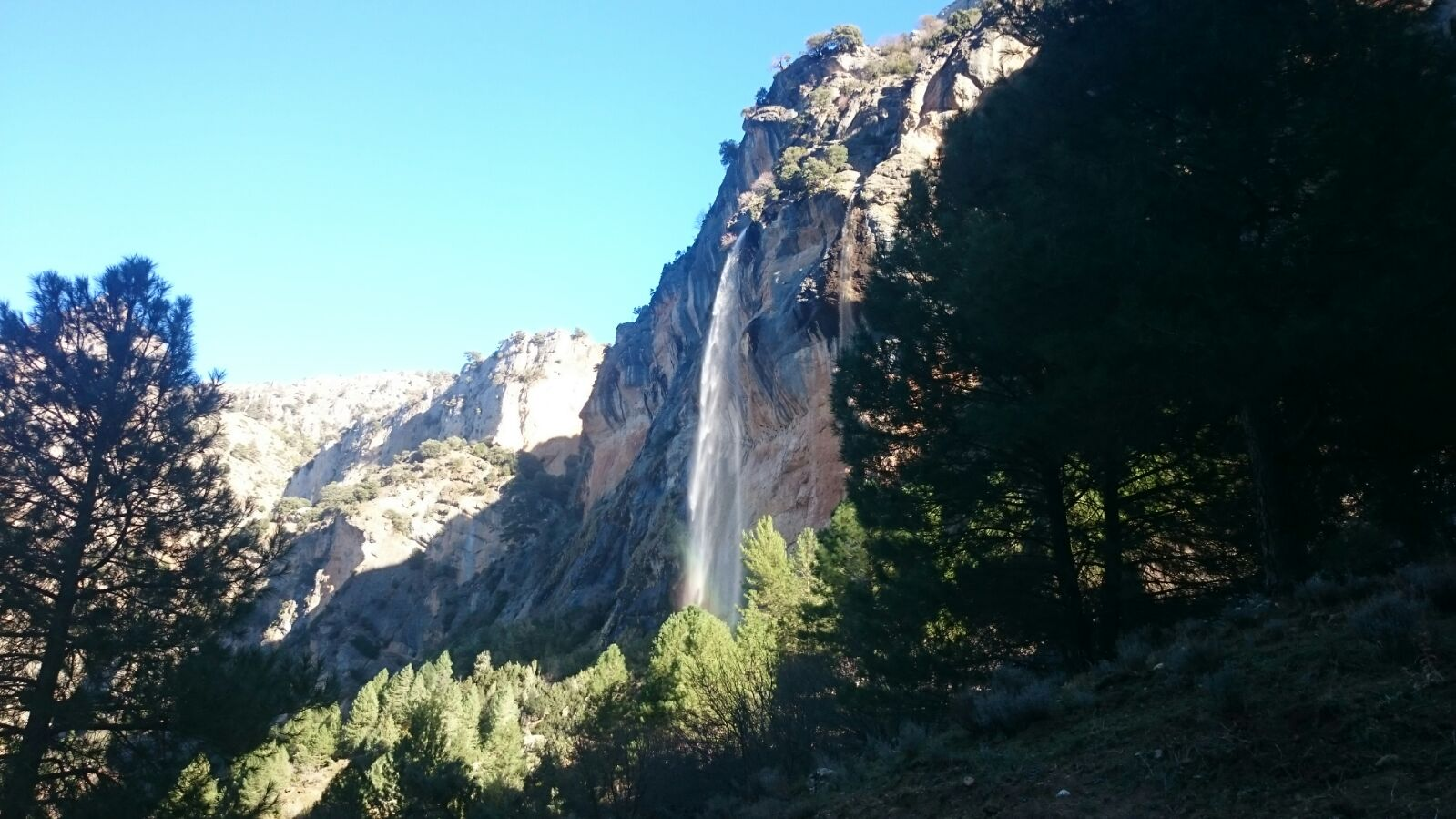
Una de las cascadas de agua del arroyo de La Toba precipitándose al río Segura

Impresionantes cascadas de agua en la ladera norte del Calar del Marchena, como desembocadura del Arroyo de La Toba con el río Segura. Se precipita a más de 100 metros desde el nacimiento del arroyo (Cueva del Agua) a partir de su paso por la pedanía.
En los años 80 del S-XX se instaló una primera turbina-dinamo para generación de energía eléctrica de corriente continua para uso local de la población. Algunos años después se instaló una segunda turbina para corriente alterna, de un mayor salto, para dotar de mayor y mejor calidad de electricidad, ya que la de corriente continua decaía demasiado con el aumento de la demanda (sobre todo en las fechas de la feria).
En los alrededores de estos saltos (al menos 3), se instalan unas maravillosas zonas húmedas de vegetación riparia y rupícola (musgos, hepáticas y helechos). Junto a las típicas formaciones rocosas de travertinos en los exteriores de las simas; y en los interiores, las estalactitas y estalagmitas de las numerosas oquedades y cavernas traspasando la "cortina" de los saltos.

### Buitreras del Calar del Marchena

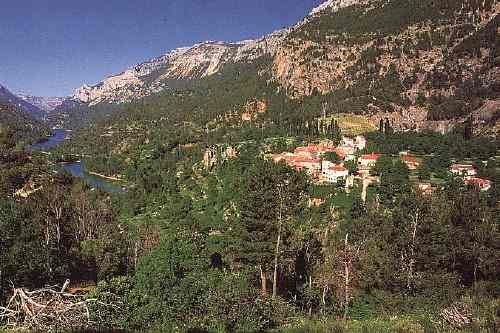
La Toba sobre la falda del Calar del Marchena y el embalse de Anchuricas al fondo

Alto rocoso de la ladera donde se enclava la pedanía, como macizo carbonático de dolomías y calizas dolomíticas, a una altitud que oscila entre los 1620-1.714 m. Es la zona de farallón que destaca desde la base del núcleo urbano, donde se ve otear por lo general bandadas de buitres leonados sobrevolando el acantilado.
La cima es una planicie de superficie kárstica, formada por dolinas y uvalas de infiltración de las aguas de lluvia (de ahí la denominación de “calar”). El agua se precipita por el interior de simas y fisuras hasta las altitudes más bajas del exterior de la ladera a la altura de la pedanía, en forma de grutas, saltos con agua y las formaciones típicas de la toba calcárea.
Se puede acceder al farallón de la buitrera partiendo de una senda de cabras que parte desde la misma Toba a la altura de la Cueva del Agua, ascendiendo en un brusco desnivel de más de 600 metros. 
También se puede acceder al Calar, desde el carril de Santiago de la Espada a La toba, antes de su bifurcación hacia el collado que desciende por la umbría de Cañada hermosa.

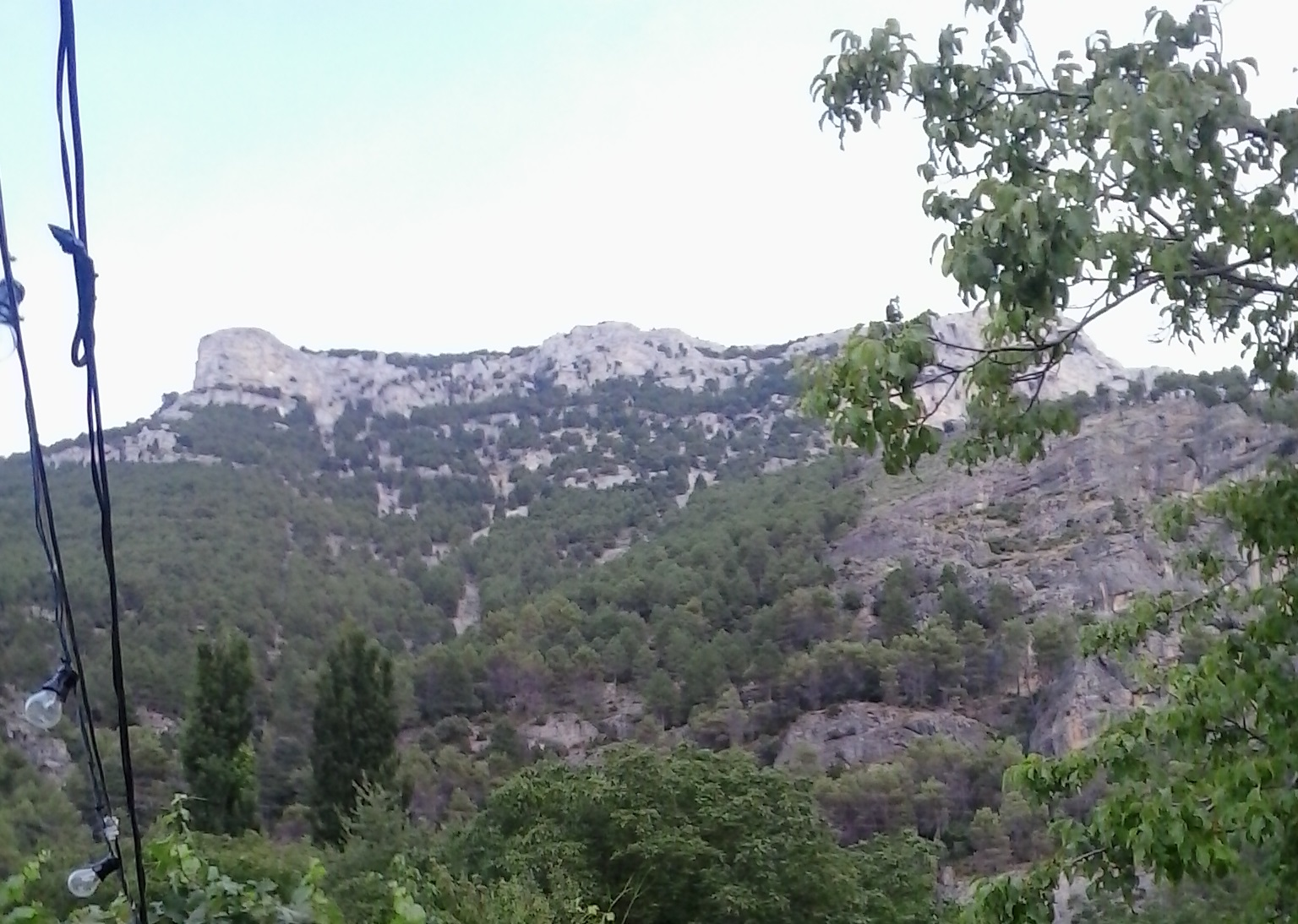
Alto rocoso del Calar del Marchena (Sierra de Segura). 1620

### Umbría de los Sanguijones

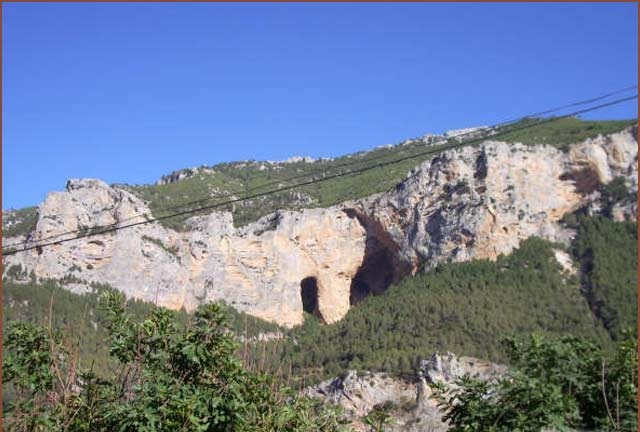
Umbría de las Cuevas de los Sanguijones. Cueva Menor (de entrada rectangular)y Cueva Mayor (de entrada oval). Situada en la ladera norte del acantidado de dolomías turonenses

Enclave mágico que, sobre las altas dolomías que dominan la ladera norte del Calar del Marchena, mucho más aguas abajo del Embalse de Anchuricas, y como si se tratara de la morada de 2 gigantes, se sitúan el par de grutas más colosales que pueden describirse fuera del argot mitológico. En ellas se puede describir su entrada de unos 80 a 100 metros de altura por otros 20 o 30 de anchura; en profundidades que varían de 100 a 200 metros. Capacidades suficientes para cobijar a todo un destacamento militar de 500 hombres con toda su artillería.

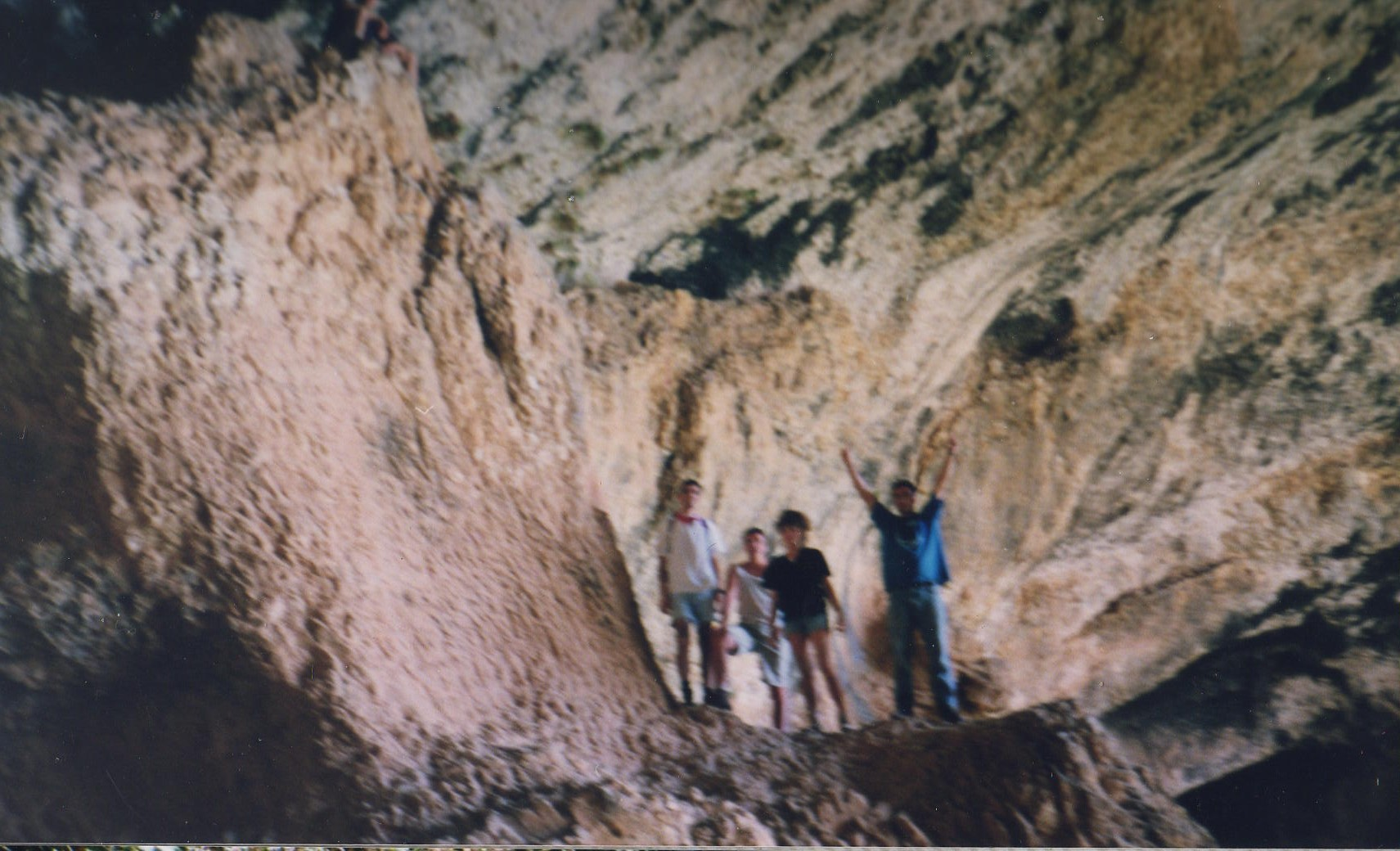
Interior de la gruta de Los Anguijones "Mayor" (de entrada oval, para cobijo de todo un escuadrón)

El origen de su denominación no está claro, pero según los lugareños del lugar, en épocas antiguas era lugar idóneo para la instalación de colmenas, al estar en zona alta y despejada, rodeado de prados y de aguas puras que fluyen por doquier y principalmente, resumando desde el interior de dichas grutas entre los musgos y los helechos.
Comprende la Gruta "Menor" de entrada rectangular, de mayor amplitud vertical y menos fondo. Y la Gruta "Mayor", de forma más ovalada y de mayor capacidad (existe todo un bosque de pinos en su interior); de la que brota un mayor caudal de agua.

### Embalse de Anchuricas-Miller

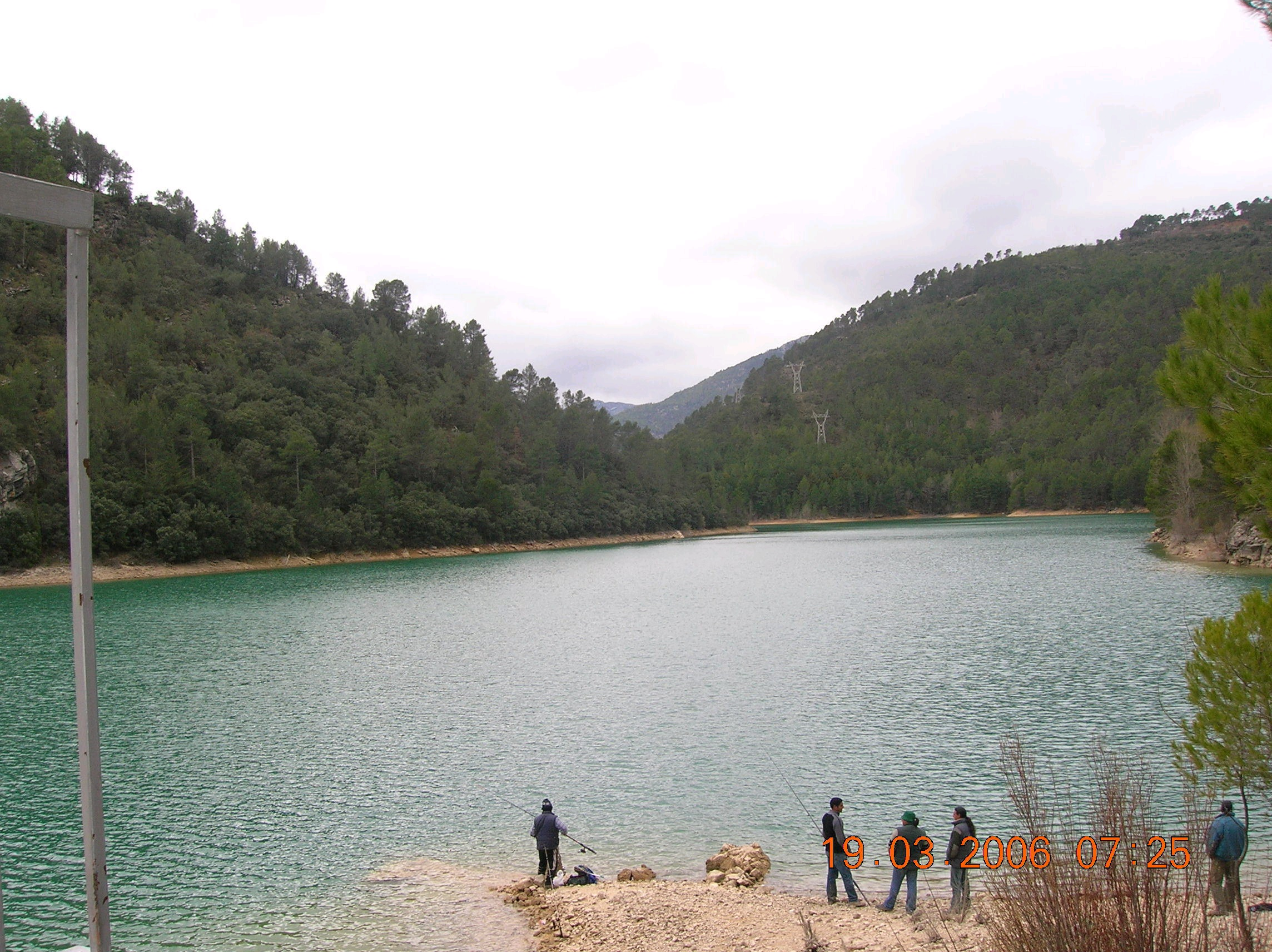
Actividades recreativas en el embalse de Anchuricas (pesca)

El Embalse de Anchuricas representa, con unas 57 ha de extensión de lámina de característico color turquesa oscuro (el "embalse verde"), la principal reserva de agua del río Segura en el valle. Su color característico es un curioso fenómeno motivado por el reflejo de los bosques laterales sobre el agua en la angostura del valle. 

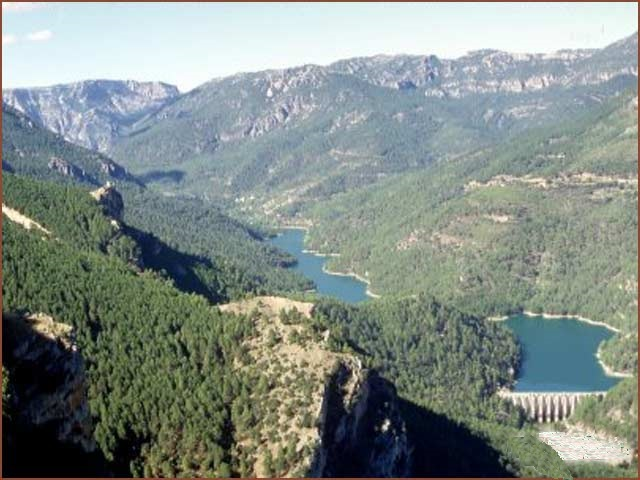
La presa del embalse de Anchuricas, de pequeño alzado pero de esbelta configuración. Sirve de contención de la altura de las aguas hacia el salto hidroeléctrico de Miller

Construido en 1957, la capacidad del embalse (de concesionario privado) es de unos 6 hm³ (actualmente muy menguada, por los derrubios de ladera y frontales); siendo el tipo de presa de contrafuertes y hormigón.
En el fondo del embalse, anegada por sus aguas, se localiza el antiguo núcleo de Las Casicas del Río Segura; y de construcción moderna, junto a a su ribera, las nuevas Casicas a la entrada del embalse. Su principal misión es la de mantener constantes las alturas de agua para el suministro de la central hidroeléctrica de Miller (a unos 8 kilómetros río abajo desde la presa hasta los alrededores de la pedanía homónima). Esta agua se conduce por un canal entubado con cierto un gradiente subhorizontal, hasta llegar a la altura de la central desde donde se precipita hacia las turbinas.

## Historia

### Etapa ibérica
La zona estuvo bajo la égida del gran centro ibérico de Toya (Peal de Becerro). De esta época es la necrópolis de las Quebradas.

### Edad Media

#### Época musulmana
Las tierras de la Sierra de Segura estuvieron pobladas por numerosas fortificaciones y alquerías o pequeñas poblaciones. Gracias a algunas de sus ciudades vecinas como Santiago-Pontones quedan vestigios de recintos fortificados entre los que destacan el Castillo de las Gorgolillas.
En 1243, el emir de la taifa de Murcia (Ibn Hud al-Dawla) firmó las capitulaciones de Alcaraz, con el rey Fernando III. El territorio de Santiago de la Espada se integra así a la Corona de Castilla dentro de Reino de Murcia hasta 1833, en que se crea la actual provincia de Jaén.
En este período la zona fue repoblada, definitivamente, por la Orden de Santiago por orden de Alfonso X, el cual concedió una serie de privilegios a sus habitantes en 1266.

#### Época cristiana
Los Reyes Católicos la hicieron villa de fuero Real, por las ayudas dadas en la conquista de Antequera y Granada. El Villazgo le fue confirmado rotundamente en 1637.
El antiguo nombre de El Hornillo, a raíz de la visita realizada por el Mariscal de León y por el gobernador del Partido don Cristóbal López de Aguilera, se cambió por el de Puebla de Santiago. Don Cristóbal López hizo que se fundase una iglesia sobre la antigua ermita, bajo el mismo patrocinio.

### Edad Moderna
La Toba era una pedanía del antiguo municipio de Santiago de La Espada, hasta la nueva formación del nuevo municipio en 1975, como Santiago-Pontones; como integración corporativa con el antiguo municipio de Pontones.

## Aprovechamiento del territorio

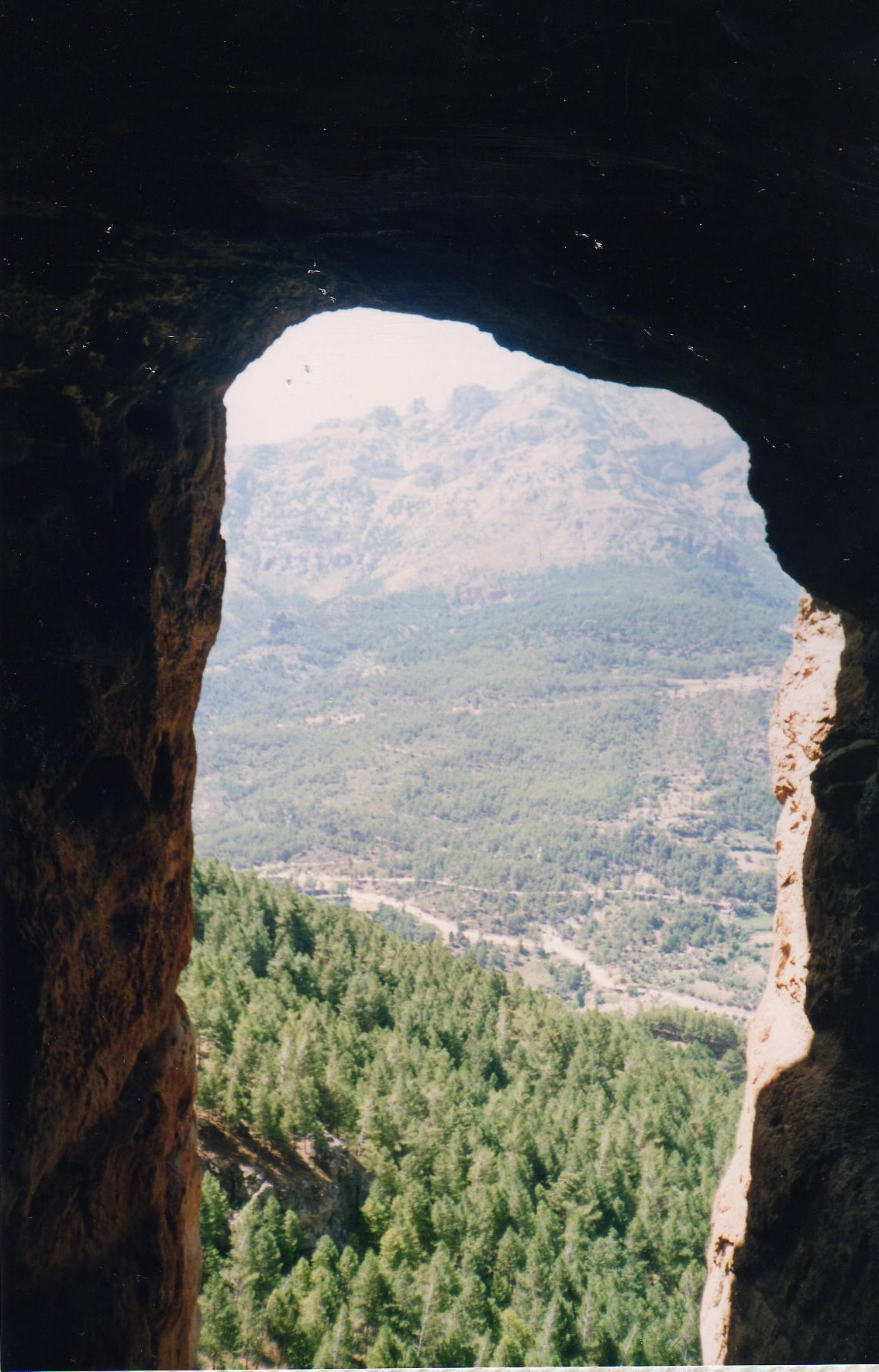
La gruta de Los Anguijones "Menor" (la de entrada rectangular), desde su interior, con vista hacia el Embalse de Anchuricas

Aprovechamiento de la tierra labrada sobre los escasos bancales y aterrazamientos existentes sobre las laderas del valle menos encajado del Río Segura; con buenos cultivos de herbáceos (principalmente, patata exquisita); que debido a la protección de los vientos del norte, a lo largo de las faldas del valle también se cultiva el olivo en bosquejos. 
Por otra parte, la accidentada orografía hace apto a esta pedanía para los aprovechamientos forestales y ganaderos, además de los innumerables espacios naturales de interés, tanto por la fauna, el paisaje, la flora y la grandiosidad de los ecosistemas húmedos existentes.

## Actividad económica
Actualmente su principal actividad se basa en el turismo y la ganadería; aunque cabe mencionar la agricultura de subsistencia, los aprovechamientos forestales, la caza o la pesca, (estos últimos también dentro de la actividad turística). 

## Cultura
Junto a la margen izquierda del Embalse de Anchuricas se ubica la antigua ermita del antiguo núcleo de las Casicas del Río Segura, éste, hoy, núcleo moderno junto a la misma margen de aquel otro poblado que quedó inundado por la construcción del embalse. La modesta ermita, dedicada a Santiago Apóstol, y el viejo cementerio ubicado en lo alto del cerro adjunto, fueron las únicas edificaciones que se salvaron de la obra hidráulica.

## Fiestas
Las fiestas patronales de La Toba son a mediados de agosto (Virgen de Agosto); aunque también eran típicas las fechas de Santiago Apóstol (a finales de julio). El acontecimiento principal de las fiestas patronales gira en torno a distintos actos que se dan generalmente durante los 3 días de duración: la procesión de la Virgen por las intrincadas sendas y cuestas, entre higueras y regueros de agua, para acabar en la misa; competiciones de bolos serranos y truque; verbenas nocturnas, con bailes típicos y modernos, y otros.